# 우치가마키역
우치가마키역(일본어: 内ケ巻駅)은 일본 니가타현 오지야시에 위치한 동일본 여객철도 이야마 선의 철도역이다. 단선 승강장 1면 1선의 구조를 갖춘 지상역이다.

## 역 주변
- 니가타 현도 71호 오지야카와구치야마토 선

## 역사
- 1927년 6월 15일 : 도카마치 선 · 에치고카와구치 - 에치고이와사와 간 개업 때에 개설.
- 1944년 6월 1일 : 이야마 선으로 개칭.
- 1970년 11월 29일 : 수하물 · 소하물 취급 폐지, 동시에 무인화.
- 1987년 4월 1일 : 일본국유철도 분할 민영화에 의해, 동일본 여객철도가 승계.
- 1997년 : 역사 개축.

## 인접 역
| 동일본 여객철도 이야마 선           | 동일본 여객철도 이야마 선 | 동일본 여객철도 이야마 선          |
| ----------------------------------- | ------------------------- | ---------------------------------- |
| 에치고이와사와 나가노 · 도요노 방면 | ■ 이야마 선               | 에치고카와구치 에치고카와구치 방면 |